# Porta Balnea
La porta Balnea, nota anche come porta Bagno o porta di Santa Maria, era una delle cinque porte d’accesso alla città di Melfi. Benché scomparsa, rappresenta una testimonianza rilevante della storia urbanistica e architettonica della città.

## Storia
La porta fu costruita molto probabilmente nel 1130, durante la fase di espansione urbana promossa da Ruggero II, primo re del Regno di Sicilia. Prendeva il nome dalla presenza, al di fuori delle mura, di una zona ricca di sorgenti naturali e di impianti termali pubblici, noti localmente come “bagni”. Da qui il toponimo latino “Balnea”.
Verso la fine del XV secolo, sotto il dominio di Troiano Caracciolo, la porta venne dotata di un forte rivellino con una cupoletta e di una lapide con incisa la seguente iscrizione:
“Deus defendat civitatem, et angeli Dei custodiant muros suos”
”Dio difenda la città e gli angeli di Dio ne custodiscano le mura”
Accanto alla porta venne inoltre edificato un “hospitale”, detto “della Nunziata”, destinato ad accogliere pellegrini, mercanti e viandanti che giungevano a Melfi dopo la chiusura serale.

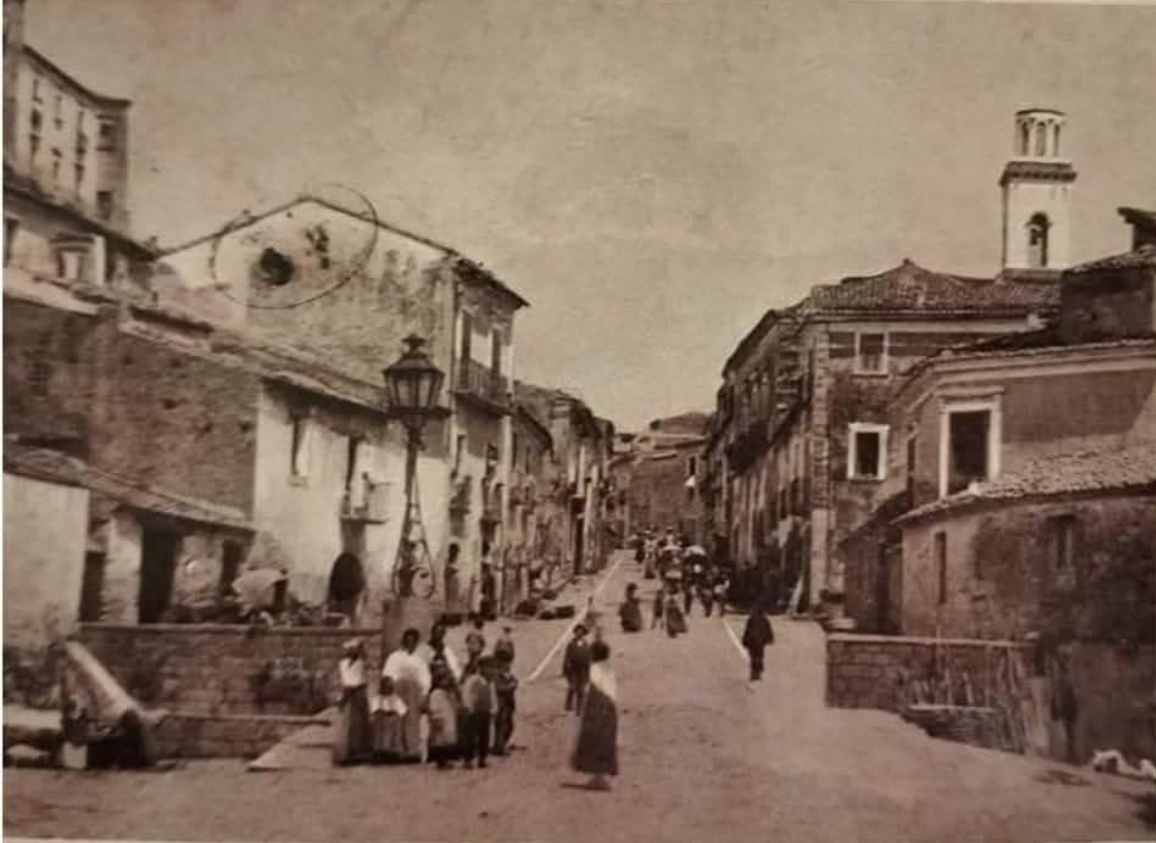
“Via Bagno” agli inizi del 900. Al suo imbocco sorgeva la “porta Balnea”.

Durante l’assedio del 1528, si narra che il sangue delle vittime civili, passate brutalmente a fil di spada presso la poco distante piazza pubblica, fu così abbondante da giungere fino alla porta. A confermare questa tesi, gli scritti di Gennaro Araneo, nei quali si afferma:
umano sparso in questo eccidio fosse arrivato alla detta porta.”»
A memoria di questo tragico evento, fu edificata una colonnina in pietra nelle immediate vicinanze dell’ingresso, demolita senza chiaro motivo nel 1868. 
Nel corso dei secoli successivi, la porta venne gradualmente inglobata dall’espansione edilizia della città, che la trasformò in semplice accesso urbano, pur non modificandone la struttura. In seguito al terremoto del 1851, benché non avesse riportato danni strutturali rilevanti, venne demolita su ordine di un sottointendente “pel solo ghiribizzo di novità”, come confermato dallo storico Gennaro Araneo.

## Architettura
Originariamente, la porta si configurava come un semplice varco inserito all’interno della cinta muraria, con struttura in pietra lavica locale. Presentava molto probabilmente un arco a tutto sesto, composto da conci lapidei. 
Sotto il dominio di Troiano Caracciolo, fu rafforzata con l’aggiunta di un rivellino, presumibilmente di forma quadrangolare, realizzato anch’esso in pietra lavica locale. La sua caratteristica distintiva era rappresentata, però, dalla copertura a cupola in muratura, soluzione architettonica inusuale per questo tipo di opere. Il rivellino creava un breve spazio di transizione, fungendo così da corridoio difensivo e limitando l’accesso diretto alla porta. Pur essendo l’accesso principale alla città, non presentava elementi decorativi, ad eccezione di un’epigrafe lapidea che invocava la protezione divina della città.